# La Motte (Côtes-d’Armor)
La Motte (bretonisch: Ar Voudenn) ist eine französische Gemeinde mit 2.159 Einwohnern (Stand: 1. Januar 2022) im Département Côtes-d’Armor in der Region Bretagne.

## Geographie
An der östlichen Gemeindegrenze verläuft der Fluss Lié, im Süden entspringt der Larhon. Beide sind Nebenflüsse des Oust.
Umgeben wird La Motte von den acht Nachbargemeinden:
| Gausson    | Plouguenast-Langast                         |                      |
| Grâce-Uzel | Kompassrose, die auf Nachbargemeinden zeigt | Le Mené              |
| Trévé      | Loudéac                                     | Plémet La Prénessaye |

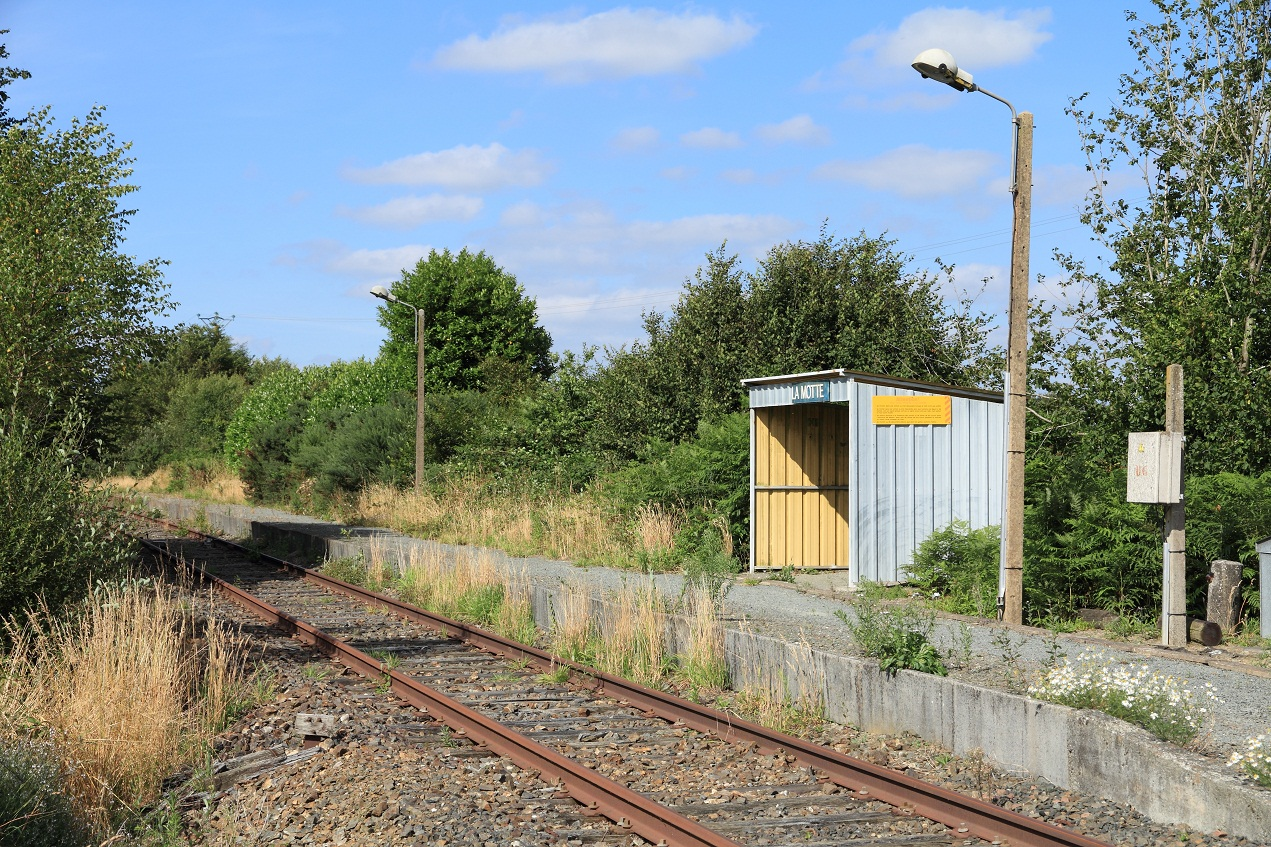
Bahnhalt, heute finden nur noch Sonderfahrten statt

In Nord-Süd-Richtung führen die Route Départementale 700 und die Bahnstrecke Saint-Brieuc–Pontivy westlich am Ort vorbei, beide verbinden Saint-Brieuc mit Loudéac.

## Bevölkerungsentwicklung
| 1962 | 1968 | 1975 | 1982 | 1990 | 1999 | 2008 | 2012 | 2020 |
| 1441 | 1473 | 1536 | 1834 | 1838 | 1773 | 2018 | 2088 | 2146 |